# Pantolabus
Pantolabus is een monotypisch geslacht van straalvinnige vissen uit de familie van horsmakrelen (Carangidae).

## Soort
- Pantolabus radiatus (Macleay, 1881)